# Marie Lanna
Marie Catarine Silva de Lanna (São Paulo, 9 de fevereiro de 1983), mais conhecida como Marie Lanna, é uma diretora de arte, cenógrafa, diretora cinematográfica e roteirista brasileira. Desde 2005 vive em Londres, no Reino Unido.

## Carreira
Em 1999 estreou como atriz no seriado Sandy & Junior, o qual interpretou Clara, que namorava o personagem de Paulo Vilhena na primeira temporada e de Junior Lima na segunda, ficando no elenco até o final da terceira temporada. Em 2001 ingressou na universidade de artes visuais onde se formou em 2005. Na mesma época, enquanto ainda estava na faculdade, começou a trabalhar com direção de arte para campanhas publicitárias, incluindo marcas como Nokia, Hot Wheels, Brahma, Volkswagen, Ministério da Saúde.  entre outras. Em 2005 assinou a direção de arte do videoclipe "Guetto", de Marcelo D2 e Mr. Catra, o qual foi nomeado ao MTV Video Music Brasil. Após se formar em artes visuais pela FAAP - SP, assinou a direção de arte de seu primeiro longa-metragem "Carmo - hit the road" que teve estréia no Festival de Sundance e mudou-se para Londres, no Reino Unido, onde fundamentou seu trabalho na direção de arte de multiplos longa-metragens e centenas de campanhas publicitárias de clientes como Adidas, Phillips, força aérea britânica, a Royal Navy, Coca-cola, McDonalds, além das vinhetas das emissoras britânicas BBC e ITV.
Passou a dedicar-se ao cinema, trabalhando como diretora de arte, cenógrafa e roteirista em diversos longas e curta-metragens, estreando com Carmo, Hit the Road. Em 2009 começou a trabalhar com a produtora Rogue Films e assinou a arte de diversos vídeos publicitarios e também de moda. Em 2011 foi responsável pela arte do curta-metragem Chalk, que venceu o British Independent Film Awards daquele ano, além de ter levado outros diversos prêmios, incluindo o Seen Film Festival, o BraIFF Film Festival e o New York International Film Festival. Em 2012 assinou a direção de arte dos longas Offender e The Comedian. Em 2015 foi responsável pela arte e efeitos do comercial da Pampers vencedor do Epica Awards, prêmio mundial de publicidade. Premiada em diversos festivais publicitários por seu trabalho de direção de arte em celebradas campanhas publicitárias como a de Libresse/Bodyform, onde entre outros prêmios, levou o ouro na categoria "Craft" do respeitado British Arrows Awards, Marie atualmente é representada pela produtora MythSmyth no Reino Unido onde dá continuidade a sua carreira agora assumindo a posição de diretora geral.

## Vida pessoal
Em 2001 ingressou na faculdade de artes visuais pela Fundação Armando Alvares Penteado (FAAP-São Paulo), onde veio a se formar em 2005. Em 2007 se mudou para Londres, onde também se formou no curso de Arquitectura (RIBA Part I - Architectural Design) pela SouthBank University en Londres, onde vive atualmente.

## Filmografia

### Cinema
| Ano  | Título                                                     | Cargo            | Cargo    | Cargo      | Cargo     | Notas          |
| Ano  | Título                                                     | Diretora de arte | Diretora | Roteirista | Cenógrafa | Notas          |
| ---- | ---------------------------------------------------------- | ---------------- | -------- | ---------- | --------- | -------------- |
| 2008 | Carmo, Hit the Road                                        |                  |          |            |           |                |
| 2008 | The German                                                 |                  |          |            |           | Curta-metragem |
| 2008 | Uncle Bill's Barrel                                        |                  |          |            |           | Curta-metragem |
| 2009 | 75 Metros                                                  |                  |          |            |           | Curta-metragem |
| 2009 | The Continuing and Lamentable Saga of the Suicide Brothers |                  |          |            |           | Curta-metragem |
| 2009 | GirlLikeMe                                                 |                  |          |            |           | Curta-metragem |
| 2009 | The Scouting Book for Boys                                 |                  |          |            |           |                |
| 2010 | The Symmetry of Love                                       |                  |          |            |           |                |
| 2010 | Patagonia                                                  |                  |          |            |           |                |
| 2010 | The Pizza Miracle                                          |                  |          |            |           | Curta-metragem |
| 2010 | Release the Flying Monkeys                                 |                  |          |            |           | Curta-metragem |
| 2010 | The Road Home                                              |                  |          |            |           | Curta-metragem |
| 2010 | XXX                                                        |                  |          |            |           | Curta-metragem |
| 2011 | Chalk                                                      |                  |          |            |           | Curta-metragem |
| 2011 | Submission                                                 |                  |          |            |           | Curta-metragem |
| 2012 | ROFLMAO                                                    |                  |          |            |           | Curta-metragem |
| 2012 | Offender                                                   |                  |          |            |           |                |
| 2012 | The Comedian                                               |                  |          |            |           |                |
| 2013 | Je T'Écoute                                                |                  |          |            |           | Curta-metragem |
| 2013 | The Other Me                                               |                  |          |            |           |                |
| 2013 | Belt                                                       |                  |          |            |           | Curta-metragem |
| 2013 | Shoes                                                      |                  |          |            |           | Curta-metragem |
| 2014 | Les Fleurs                                                 |                  |          |            |           | Curta-metragem |
| 2014 | Hyena                                                      |                  |          |            |           |                |
| 2014 | Shrimps                                                    |                  |          |            |           | Curta-metragem |
| 2014 | Hen Pecked                                                 |                  |          |            |           | Curta-metragem |
| 2015 | Imaginary Forces                                           |                  |          |            |           | Curta-metragem |
| 2015 | A Stranger Kind                                            |                  |          |            |           | Curta-metragem |
| 2015 | Above                                                      |                  |          |            |           | Curta-metragem |
| 2015 | Under Milk Wood                                            |                  |          |            |           |                |
| 2016 | The Removal                                                |                  |          |            |           |                |
| 2017 | Litterbugs                                                 |                  |          |            |           | Curta-metragem |
| 2017 | Amazon Adventure                                           |                  |          |            |           |                |
| 2018 | A Christmas Carol                                          |                  |          |            |           |                |

### Videoclipes
| Ano  | Canção                | Artista                | Nota            |
| ---- | --------------------- | ---------------------- | --------------- |
| 2006 | "Gueto"               | Marcelo D2 e Mr. Catra | Direção de arte |
| 2011 | "Overtime is a Crime" | We Are the Ocean       | Direção de arte |
| 2011 | "Majesties Ranch"     | Fixers                 | Direção de arte |

### Como atriz
| Ano     | Título         | Personagem        | Nota          |
| ------- | -------------- | ----------------- | ------------- |
| 1999–01 | Sandy & Junior | Clara Vasconcelos | Temporada 1–3 |

## Teatro
| Ano  | Título                  | Personagem |
| ---- | ----------------------- | ---------- |
| 2000 | Tutti-Frutti: O Musical | Glorinha   |

## Prêmios e indicações
| Ano  | Prêmio                 | Categoria              | Indicação                            | Resultado | Ref.  |
| ---- | ---------------------- | ---------------------- | ------------------------------------ | --------- | ----- |
| 2006 | MTV Video Music Brasil | Melhor direção de arte | "Gueto" (por Marcelo D2 e Mr. Catra) | Indicado  | [ 6 ] |